# Đại hội cổ đông
Đại hội cổ đông là cuộc họp thường kỳ (thường là một năm) hoặc bất thường của các cổ đông của một công ty cổ phần để:
- tổng kết tình hình sản xuất kinh doanh qua một năm tài chính (fiscal year);
- biểu quyết về chiến lược và các kế hoạch phát triển công ty trong những năm tới; và/hoặc
- giải quyết những vấn đề quan trọng khác liên quan đến đường lối phát triển công ty.
- Bầu Chủ tịch hội đồng quản trị mới khi Chủ tịch hội đồng quản trị cũ đã hết nhiệm kì